# 3535 Ditte
3535 Ditte eller 1979 SN11 är en asteroid i huvudbältet som upptäcktes den 24 september 1979 av den rysk-sovjetiske astronomen Nikolaj Tjernych vid Krims astrofysiska observatorium på Krim. Den har fått sitt namn efter huvudkaraktären Ditte i den danske författaren Martin Andersen Nexø s roman Ditte Människobarn.
Asteroiden har en diameter på ungefär 7 kilometer.